# Escuadrón IV de Ataque
El Escuadrón IV de Ataque es una unidad desactivada de la Fuerza Aérea Argentina. Se formó por aviones IA-58 Pucará. Se lo conoce como los Semper Pugnans.

## Historia
Durante la guerra de las Malvinas, operó desde la IX Brigada Aérea.
El 22 de mayo el radar detectó tres posibles helicópteros enemigos con rumbo al continente. Salió dos veces el Pucará A-558, piloteado por el teniente Miguel Filipanics. El aviador informó que al verlos apagaron sus luces de posición.
El 24 de mayo salió la Sección «Pacú», compuesta por los Pucará A-558 y A-540, para realizar una misión de reconocimiento cercano. El A-540, tripulado por el alférez Mario Luis Valko, cayó en proximidades del golfo San Jorge. El piloto murió. Una misión lo encontró a 10 km al sur de Caleta Olivia y 2 km mar adentro. Se desconoce la razón del accidente.
El 1 de enero de 1991 la unidad fue desactivada.